# Trenton (Illinois)
Trenton es una ciudad ubicada en el condado de Clinton,  Illinois, Estados Unidos. Según el censo de 2020, tiene una población de 2690 habitantes.

## Geografía
Trenton se encuentra ubicada en las coordenadas 38°36′25″N 89°40′50″O / 38.60694, -89.68056. Según la Oficina del Censo de los Estados Unidos, Trenton tiene una superficie total de 4.87 km², de la cual 4.87 km² corresponden a tierra firme y (0%) 0 km² es agua.

## Demografía
Según el censo de 2010, había 2715 personas residiendo en Trenton. La densidad de población era de 798,98 hab./km². De los 2715 habitantes, Trenton estaba compuesto por el 97.31% blancos, el 0.48% eran afroamericanos, el 0.07% eran amerindios, el 0.7% eran asiáticos, el 0.07% eran isleños del Pacífico, el 0.48% eran de otras razas y el 0.88% pertenecían a dos o más razas. Del total de la población el 1.66% eran hispanos o latinos de cualquier raza.